# Guillaume II de Hainaut
Pour les articles homonymes, voir Guillaume II.
Guillaume II d'Avesnes, dit le Hardi, né en 1307, mort à Staveren le 26 septembre 1345, est comte de Hainaut, de Hollande et de Zélande (sous le nom de Guillaume IV) de 1337 à 1345. Il est le fils de Guillaume Ier, comte de Hainaut, de Hollande et de Zélande, et de Jeanne de Valois.

## Biographie
Dans sa jeunesse, il fait un pèlerinage en Terre sainte et participe à la Reconquista contre les Maures en Espagne. De retour en Hainaut, il trouve son père en train d'organiser une ligue contre le royaume de France, en soutien à son gendre Édouard III, roi d'Angleterre et époux de Philippa de Hainaut : Édouard revendique le trône de France et s'apprête à déclencher la guerre de Cent Ans. Quand le jeune Guillaume hérite de son père, sa situation est compliquée car l'empereur Louis IV de Bavière soutient les revendications du roi d'Angleterre et lui prête le concours de ses vassaux : or, Guillaume de Hainaut est à la fois vassal du roi de France pour une partie de ses fiers et de l'empereur pour l'autre. Il cherche à se ménager les deux suzerains mais les mécontente tous les deux.
Finalement, il rejoint les forces anglaises, par rejet de la conduite de Philippe VI de Valois à son égard. Aidé par son oncle, Jean de Beaumont, il s'engage alors pleinement dans la guerre et reçoit le surnom de Hardi.
Il participe en 1340 au siège de Tournai, prend Aubenton en Thiérache, puis brûle la ville et l'abbaye  de Saint-Amand, avant d'aller saccager Marchiennes.
Le roi de France, par l'entremise de sa sœur qui est également la mère du comte, obtient une trêve avec le comte de Hainaut. Celui-ci en profite pour participer en 1344 à une des croisades baltes en Prusse avec l'Ordre Teutonique. À son retour, il fait le siège d'Utrecht pour remettre au pas Jean d'Arckel pour lequel il avait influencé l'élection au siège d'évêque d'Utrecht puis poursuivit son élan militaire pour soumettre en 1345 la Frise qui s'était révoltée. Mais il fut tué au cours d'un affrontement à Stavoren, à la Bataille de Warns. Il fut enterré à l'abbaye de Bloemkamp.
Il meurt sans héritier. Sa sœur Marguerite II de Hainaut, mariée à Louis IV de Bavière empereur du Saint-Empire récupère ses biens, après accord passé avec son autre sœur Philippa de Hainaut mariée à Édouard III roi d'Angleterre. Marguerite a été comtesse de Hainaut de 1345 à 1356 et de Hollande (sous le nom de Marguerite Ire) de 1345 à 1354. À sa mort, le Hainaut devient propriété d'une dynastie bavaroise.

## Mariage et enfant
Il épouse en 1334 Jeanne (1322 † 1406), qui est par la suite duchesse de Brabant et de Limbourg. Ils n'ont qu'un seul fils :
- Guillaume, mort jeune.